# Reptile marin

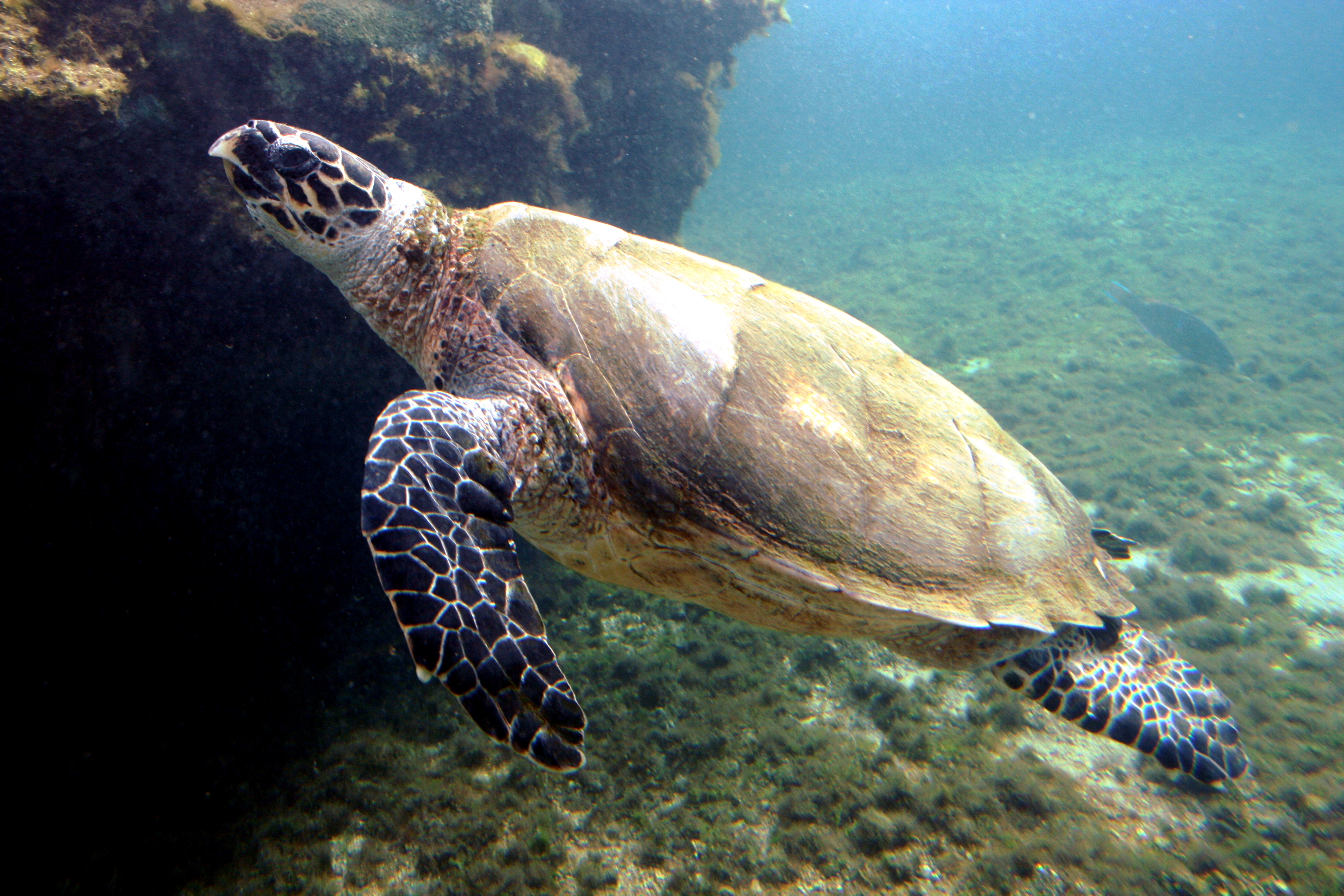
Une tortue imbriquée (Eretmochelys imbricata)

Reptile marin est un terme générique utilisé pour regrouper plusieurs clades différents lorsqu'on évoque les reptiles évoluant en milieu marin. La plupart du temps, on utilise l'expression pour parler d'espèces disparues : les mésosauridés, les ichtyosaures, les nothosaures, les mosasaures, les plésiosaures, les pliosaures. Si l'on tient compte des espèces contemporaines, le terme recouvre également les tortues marines, les crocodiles marins, les serpents marins et les iguanes marins. 
Le terme ne représente aucune espèce en particulier, il sert à regrouper des espèces très diverses pour les différencier des reptiles vivant en milieu terrestre et pour les qualifier dans l'écosystème marin par opposition aux poissons et aux invertébrés marins.

## De l'utilisation d'un terme abusif
En raison des découvertes récentes en paléontologie et en phylogénétique, l'expression « reptile marin » (comme celles de « reptile préhistorique », « reptile disparu », « reptile volant », ou « âge des reptiles ») est aujourd'hui l'objet de controverses de neutralité (neutralité du point de vue) entre le point de vue de la systématique évolutionniste et le point de vue cladistique . Elle est donc à manier avec précaution, notamment dans le contexte de la vulgarisation scientifique.

## La conquête des mers par les reptiles
Ce qu'on appelle par raccourci les reptiles marins ne doit pas être confondu avec la famille des batraciens, dont les reptiles se sont séparés au cours du carbonifère ; de plus, le terme n'intègre pas les reptiles vivant en milieu fluvial ou lacustre, comme les crocodiles (sauf les crocodiles marins), certaines tortues et certains serpents, même si le manque de rigueur que recouvre le sobriquet peut parfois les intégrer dans son acceptation.
Le fait que plusieurs clades bien distincts soient regroupés sous un même terme générique montre que plusieurs vagues de migration ont conduit diverses espèces de reptiles à adopter le milieu marin comme habitat à diverses époques, selon un schéma d'évolution convergente (que suivront aussi les cétacés et les pinnipèdes au cénozoïque). 
Ainsi, pour les périodes du Permien, les premiers reptiles à reconquérir le milieu marin ont été les mésosauridés, au Permien inférieur. Ils disparaîtront au moment de la lacune d'Olson.
À noter, les claudiosaures, les acerosodontosaures, les tangasaures (en) et les hovasaures, apparus au Permien supérieur, ont une morphologie d'animaux évoluant en milieu aquatique, mais étaient-ils marins, lacustres ou fluviaux, ou semi-aquatiques à l'instar de nos morses actuels ? Les recherches sont en cours pour chacune de ces espèces.
Les ichtyosaures sont les premiers reptiles après la crise du Permien à évoluer en milieu marin dès le début du Trias, vers -242 millions d'années ; ils survivront jusqu'au milieu du crétacé. Il semblerait toutefois que ceux-ci soient apparus au Permien, les dernières découvertes ayant montré des ichtyosaures déjà bien adaptés à la vie en haute mer datant de 249 millions d'années,. Ils sont rejoints peu après par les placodontes, les nothosaures et leurs proches cousins les pachypleurosauridae et par les atopodentatus ; ces quatre groupes disparaîtront à l'occasion de l'extinction du Trias-Jurassique. Au début du Jurassique, ce sont les plésiosaures qui à leur tour intégreront le milieu aquatique, rejoints par les pliosaures au milieu du Jurassique. Les ichtyosaures disparaissent au milieu du crétacé, à peu près au même moment les mosasaures apparaissent. Toutes ces espèces de reptiles marins disparaissent à la fin du crétacé. Au cénozoïque, apparaîtront les espèces toujours présentes aujourd'hui.